# Le Mensuel
Le Mensuel était une sélection des meilleurs articles du quotidien Le Monde, publiée en magazine tous les mois de février 2010 à janvier 2014. Il offrait une relecture complète de l'actualité du mois passé avec une sélection des meilleurs articles parus dans Le Monde.

## Format et contenu
Le Mensuel se présente sous le format d'un livre (23,5 cm × 18,50 cm) et est divisé en huit parties, parmi lesquelles « Le Mois », une chronologie des événements du mois écoulé, « Tour du Monde » et « Opinions », ainsi qu'une sélection de chroniques dont le dessin de Plantu.

## Identité visuelle (logo)